# Millî Küme 1944
Die Maarif Mükafatı 1944 war die siebte ausgetragene Saison der Millî Küme. Meister wurde zum zweiten Mal Beşiktaş Istanbul.

## Teilnehmende Mannschaften
- Fenerbahçe Istanbul – Aus der İstanbul Futbol Ligi als 1. Platz
- Beşiktaş Istanbul – Aus der  İstanbul Futbol Ligi als 2. Platz
- Vefa Istanbul – Aus der İstanbul Futbol Ligi als 4. Platz
- İstanbulspor – Aus der İstanbul Futbol Ligi als 5. Platz
- Harp Okulu Ankara – Aus der Ankara Futbol Ligi als 1. Platz
- Ankaragücü – Aus der Ankara Futbol Ligi als 2. Platz
- Göztepe Izmir – Aus der İzmir Futbol Ligi als 1. Platz
- Karşıyaka Izmir – Aus der İzmir Futbol Ligi als 2. Platz

## Statistiken

### Abschlusstabelle
Punktesystem
Sieg: 2 Punkte, Unentschieden: 1 Punkt
| Pl. | Verein              | Sp. | S  | U | N  | Tore    | Diff. | Punkte |
| --- | ------------------- | --- | -- | - | -- | ------- | ----- | ------ |
| 1.  | Beşiktaş Istanbul   | 14  | 12 | 1 | 1  | 052:110 | +41   | 39     |
| 2.  | Fenerbahçe Istanbul | 14  | 10 | 1 | 3  | 026:110 | +15   | 35     |
| 3.  | Göztepe Izmir       | 14  | 5  | 5 | 4  | 023:220 | +1    | 29     |
| 4.  | Harp Okulu Ankara   | 14  | 6  | 1 | 7  | 022:260 | −4    | 27     |
| 5.  | Ankaragücü          | 14  | 6  | 0 | 8  | 023:240 | −1    | 26     |
| 6.  | Vefa Istanbul       | 14  | 5  | 2 | 7  | 016:270 | −11   | 26     |
| 7.  | İstanbulspor        | 13  | 2  | 3 | 8  | 016:350 | −19   | 20     |
| 8.  | Karşıyaka Izmir     | 14  | 3  | 1 | 10 | 013:350 | −22   | 21     |

### Torschützenliste
Bei gleicher Anzahl von Treffern sind die Spieler alphabetisch nach Nachnamen bzw. Künstlernamen sortiert.
| Rang | Name             | Mannschaft          | Tore |
| ---- | ---------------- | ------------------- | ---- |
| 1.   | Kemal Gülçelik   | Beşiktaş Istanbul   | 15   |
| 1.   | Hakkı Yeten      | Beşiktaş Istanbul   | 15   |
| 3.   | Sebahattin Erman | Harp Okulu Ankara   | 10   |
| 4.   | Ragıp Müftüoğlu  | Ankaragücü          | 7    |
| 4.   | Müzdat Yetkiner  | Fenerbahçe Istanbul | 7    |
| 6.   | Naci Bastoncu    | Fenerbahçe Istanbul | 6    |
| 6.   | Muzaffer Erciyes | Harp Okulu Ankara   | 6    |
| 6.   | Melih Kotanca    | Fenerbahçe Istanbul | 6    |

### Kreuztabelle
| 1944                | Beşiktaş Istanbul | Fenerbahçe Istanbul | Göztepe Izmir | HAR | MKE Ankaragücü | Vefa Istanbul | İstanbulspor | Karşıyaka Izmir |
| ------------------- | ----------------- | ------------------- | ------------- | --- | -------------- | ------------- | ------------ | --------------- |
| Beşiktaş Istanbul   |                   | 4:0                 | 3:1           | 0:1 | 4:1            | 3:0           | 8:0          | 7:1             |
| Fenerbahçe Istanbul | 1:2               |                     | 3:0           | 3:0 | 1:0            | 1:0           | 2:0          | 3:0             |
| Göztepe Izmir       | 0:2               | 1:1                 |               | 2:0 | 2:1            | 4:1           | 1:1          | 3:1             |
| Harp Okulu Ankara   | 3:6               | 0:2                 | 2:2           |     | 3:0            | 0:2           | 3:0          | 4:1             |
| Ankaragücü          | 2:3               | 1:3                 | 4:2           | 1:2 |                | 2:1           | 3:0          | 4:0             |
| Vefa Istanbul       | 0:7               | 3:2                 | 0:0           | 0:1 | 2:1            |               | 3:2          | 2:1             |
| İstanbulspor        | 1:3               | 0:3                 | 2:2           | 4:1 | 1:2            | 1:1           |              | 2:0             |
| Karşıyaka Izmir     | 0:0               | 0:1                 | 1:3           | 3:2 | 0:1            | 2:1           | 3:2          |                 |

## Die Meistermannschaft von Beşiktaş Istanbul
| 1.                | Beşiktaş Istanbul |
| Beşiktaş Istanbul | - Tor: Faruk Hızal; Mehmet Ali Tanman; - Abwehr: Yani Sasapulos; Yavuz Üreten; Hüsnü Savman; Feyzi Uman - Mittelfeld: Ömer Doğan; Rıfat Atakanı; Saim Sarper; Ali Urgancı; Cahit Yıldırım; İbrahim Tusder; Hristo Kostanda; Atıf; Nuri Sangar - Angriff: Kemal Gülçelik; Hüseyin Saygun; Hakkı Yeten; Şeref Görkey; Şükrü Gülesin; Vecdi Çapa; Sabri Gençsoy; Eşref Bilgiç; Dursun Birincioğlu; Halis Etçi; Tanaş Çaçi; Seyfi; İbrahim Sumru; Faruk Sağnak - Trainer: Refik Osman Top |